# Чокур-тайши
Чокур-тайши (Чогур, Шукер; ум. 1630) — хошутский тайши, крупный ойратский правитель, брат и соперник Байбагаса.

## Биография
Сын хошутского тайши Ядай-чинсана. Его матерью была Ахай-хатун. После смерти своего первого мужа он вторично вышла замуж за его двоюродного брата Хан-нойон Хонгора и родила от него пять сыновей, которые были известны в ойратской истории как «пятеро тигров». Старшим из пятерых братьев был Байбагас.
В 1625 году после смерти своего родного брата Чин-тайши, не оставившего после себя наследника, Чокур-тайши вступает в борьбу с Байбагасом. Чокур на правах родного брата самовольно захватил улус покойного брата численностью в 1 тысячу кибиток, а «брату своему Байбагишу воли не дал». В ответ Байбагас собрал войско и силой присоединил к себе улус Чин-тайши.
Чокур и Чин по отцовской линии приходились Байбагасу единоутробными братьями, в то время как по матери Ахай-хатун они все трое являлись единоутробными братьями.
В конфликт между хошутскими тайшами вмешались дербетские тайши Далай-Батыр и Эрке-Елден. Они с тысячей воинов прибыли в хошутские улусы и предложили противникам компромисс: разделить улус Чин-тайши между Чокуром и Байбагасом. Стремление к примирению хошутов было вызвано и сложной внешнеполитической ситуацией, «чтобы услышато мугальские люди, что меж колмыцкими тайшами война, не пришли на них войной». Дербетские тайши предложили Байбагасу вернуть 500 кибиток Чокуру. Однако Чокур-тайши отказался примириться с братом и вместе со своими союзниками (Мерген-Темень, Куян, Табытай и др.) напал на Байбагаса. Во главе 30-тысячного войска Чокур-тайши напал на кочевья Байбагаса. Дербетский тайши Далай-Батыр успел предупредить Байбагаса о готовящемся нападении. В боях на берегу Иртыша, ниже Ямаш-озера, Байбагас потерпел поражение, лишившись большинства своих людей и имущества.
На помощь своему союзнику Байбагасу прибыл чоросский тайши Хара-Хула с 10-тысячным войском. Далай-Батыр с дербетами занял выжидательную позицию: «хто из них, Чокур ли или Байбагиш, будет силен, х тому хочет и пристати». Многие очевидцы тех событий склонялись к общему мнению: «меж колмацкими тайши быть войне великой, и миру меж ими не бывать».
Татары и русские люди, побывавшие в калмыцких улусах, в своих показаниях по-разному интерпретировали результаты сражения. По словам одних, Байбагас и Хара-Хула были разбиты и бежали за Иртыш. По другим свидетельствам, победили Хара-Хула и Байбагас, а Чокур бежал за Каракумы, где был разбит туркестанцами и удалился под уфимские волости. Русский пленник, бежавший из улуса Хо-Урлюка, сообщил иное: «Бьются Урлюк с Чокуром, идут великие бои». Основываясь на том, что Чокур, по показанию мирзы Алея, осенью 1625 года кочевал совместно с Далай-Батыром и входил в число старших тайшей, а Хо-Урлюк удалился на север, где искал себе места для кочевок и вошел с этой целью в сношения с русскими властями, можно сделать вывод, что «партия» Чокура вышла из кровавой распри победительницей; но во время борьбы возникли уже недоразумения между Чокуром и Хо-Урлюком, последний был разбит и удалился на север под Тару.
После победы Чокур-тайши перекочевал к верховьям реки Эмба. Здесь хошуты встретили алтыульских ногаев под руководством мурз Султаная и Шайнека, которые не хотели находиться в русском подданстве и отошли из-под Астрахани. В начале 1626 года к ним на Эмбу прибыли послы от дербетских тайшей Далай-Батыра и Мангита с предложением мира и совместных военных действий против общих врагов. Дербеты кочевали в это время на Каракуме и Барсучьих песках в районе Арала.
Группировка Чокура вскоре подверглась нападению казахов. В 1627 году тайши Мерген-Темень с улусом в 10 тысяч человек кочевал рядом с владениями казахского хана Ишима и с ним «учинился в миру». Вскоре Ишим-хан с войском совершил нападение на сторонников Чокура и «многих калмыцких людей побил и в полон поймал». Мерген-Темень с остатками своих улусных людей бежал на реке Сырдарью, и, согласно сведениям, «те калмыцкие люди лошедьми и животиною скудны». Военные неудачи вызвали у калмыков интерес к более слабому соседу. Часть калмыков выступала сторонниками того, «чтоб идти войною на нагайские улусы, а другая де половина их говорят, чтоб им на нагайские улусы войною не ходить».
Калмыцкие тайши, кочевавшие на Эмбе, договорились с алтыульскими мурзами о совместном походе против больших ногаев. Алтыульские мурзы окончательно рассорились с русскими властями, захватили и ограбили посла Якова Бухарова. Осенью 1628 года алтыульские мурзы отправили на Эмбу к калмыками предложение совместного набега на больших ногаев. В конце октября 2-тысячное войско калмыков и алтыульцев под командованием тайши Доржи атаковало ногайские улусы бия Каная и нурэддина Мамбет-мирзы Кара-Келмаметева, захватив пленников и добычу. Астраханские воеводы не стали преследовать калмыков и только отправили отряд стрельцов в ногайские улусы для их защиты.
Из допроса двух плененных калмыками татар русские получили известия, что после сражения в 1625 году Чокур-тайши с 10 тыс. подданных перекочевал за Каракумы в Туркестан, а его сын Доржи со своим улусом расположился на реке Эмбе. После разгрома туркестанцами улуса Чокура он отступил на север и расположился в окрестностях Уфы. В 1627 году Чокур-тайши пытался войти в контакт со своим братом Байбагасом, «чтоб им быть меж себя в дружбе и в совете». Байбагас пошел навстречу Чокуру и приказал брату присоединиться к нему.
Летом 1628 года Чокур-тайши перекочевал к своему сыну Доржи на урочище Урачин в 15 днях от Эмбы. Под командованием Доржи находилось примерно 4 тысячи улусных людей. Здесь они наладили отношения с алтыульскими мурзами, предоставившими калмыкам «угожие кочевные места и сайгачьи ловли». Другой пленник, алтыулец Мурзыгелдей, сообщал, что с Доржи в последнем набеге принимали участие 2 тысячи калмыков тайшей Мерген-Теменя, Батура, Ичена и 250 алтыульских татар мурз Солтаная, Мамая, Урака, Шамамета и Юсупа. Сбор их отрядов произошел в междуречье Яика и Эмбы. На Эмбе с Чокуром осталось примерно 3-4 тыс. калмыков, и тайши в указанное время не предпринимал активных действий, поскольку «боитца приходу на себя мунгальских калмык».
Осенью 1628 года в Астрахани были записаны сведения некого Антона, русского выходца из калмыцкого плена. По его словам, у Байбагаса в 1625 году насчитывалось более 20 тыс. улусных людей, а у Чокура — менее 20 тыс. человек. Оба брата до ссоры долгое время кочевали «меж себя неподалеку и были в совете». Неизвестно, в чью пользу закончилось сражение в 1625 году, но Чокур со своими сторонниками отошел к башкирам в Уфимский уезд. В 1626 году Байбагас в результате рейда разбил Чокура, и тому пришлось бежать в Среднюю Азию к низовьям реки Сырдарьи. Весной 1628 года в семье Чокура произошел раскол, приведший к уходу тайши от своей старшей жены Мазики. Женщина вместе с сыном Доржи и другими мелкими тайшами, в том числе и Дай-Батуром, с более чем тысячью своих людей откочевали на Эмбу. Летом младший брат Доржи, тайши Данашир, с 20 людьми отправился на Иртыш с целью выяснить обстановку в ойратских кочевьях, а именно отношение других тайшей к Чокуру, «нет ли на отца ево от ково воины». Перед набегом на ногайские улусы тайши Хандер, Дай-Батур и 10 других молодых тайшей с Солтанаем и 5 мирзами «учинили меж себя клятву и пошли на ногайские улусы войною заодин».
Летом 1628 года группировка Чокура отступает за реку Ишим к верховьям Тобола, где совершает набеги на ясычных татар. Осенью Чокур-тайши с улусом переходит за реку Эмбу. Чокур прислал в Астрахань татарина с просьбой принять его «под высокую царскую руку» и разрешить кочевать по Эмбе и Яику. Подданные Чокура боялись нападения хошутского тайши Гуши, у которого насчитывалось 20 тыс. воинов, а также казахского царевича Кучука Салтана, имевшего 10 тыс. воинов. У Чокура и его соратников в общей сложности насчитывалось 3—4 тыс. улусных людей, а непосредственно с Чокуром кочевало 400 человек. По другим данным, воинов у данной группировки насчитывалось 6 тысяч, в том числе 800 с огнестрельным оружием.
Летом 1629 года 300 человек из улуса Чокура совершили набег на Каратабынскую волость Уфимского уезда, где было убито 14 башкир, а 60 взято в плен. В Уфе власти ошибочно решили, что набег совершили люди Далай-Батыра. Уфимский воевода Иван Желябовский отправил в дербетские улусы, кочевавшие на Иртыше, посольство во главе с А. Гладышевым. Но в районе реки Ишим посольство было ограблено воинами Чокура.
Осенью 1629 года Далай-Батыр и Гуши-хан организовали военный поход против группировки Чокура и Мерген-Теменя. Численность данной экспедиции, по сообщению послов, доходила до 40 тысяч. Также в коалицию входили хошуты Гуши-хана и торгуты Хо-Урлюка. Предварительно союзники предупредили русские власти о своем намерении зимовать с войсками на реке Уил, заверив в возвращении всего башкирского полона, захваченного Чокуром.
Опасаясь прихода союзных калмыков, в начале 1630 года Чокур-тайши предусмотрительно перешёл с Эмбы на Яик, где принял участие в нападении на яицких казаков. В мае 1630 года самарский воевода Борис Салтыков сообщал в Москву, что яицкие казаки с семьями просятся на житье в Самару из-за прихода калмыков. Небольшие казачьи городки по Яику, где в общей сложности располагались около 300 казаков, зимой 1629—1630 годов атаковали калмыки Чокура. На приступе многие из числа нападавших калмыков были убиты и ранены. Захваченные во время боя раненые калмыки сообщили, что у них война с «большими калмыками», а они пришли кочевать по Яику вплоть до Волги с прицелом для захвата Большого Ногая. Позже все они умерли от ран. Во время осады людьми Чокура казачьих городков 22 апреля неожиданно с тыла им ударили союзные калмыки. Большинство людей Чокура и его соратников были уничтожены или пленены. Уцелевшие сторонники Чокура бежали вниз по Яику к морю, где в районе Соленого городка вновь вступили в бой с местными казаками. Калмыки при штурме использовали деревянные щиты и огнестрельное оружие, но, тем не менее, снова были разбиты. Казакам стало трудно жить на Яике, поскольку пришедшие калмыки расположились по обоим берегам реки, заняв дороги и разбив все учуги. Часть яицких казаков морем вынужденно переселилась на Волгу и Дон.
Пленные ногайцы Ештей и Денай сообщили в Самаре, что они жили в улусе тайши Хандера. Тайши Чокур, Мерген-Темень и Хандер самостоятельно управляли своими улусами. Всего у них насчитывалось более 4 тыс. улусных людей. С осени 1629 по весну 1630 года трое тайшей кочевали по Яику до тех пор, пока сюда не пришли и не разгромили их Далай-Батыр и Гуши-хан с 10-тысячным войском. Союзные тайши из-за Эмбы двинулись на Яик против Чокура. Денай узнал от пленных калмыков, что Хандер был казнен союзными калмыками, выкроившими ремни с его спины, Чокур был убит в бою, а судьба Мерген-Теменя осталась не известной.